# Musikjahr 1873
Liste der Musikjahre

◄◄ | ◄ | 1869 | 1870 | 1871 | 1872 | Musikjahr 1873 | 1874 | 1875 | 1876 | 1877 | ► | ►►

Weitere Ereignisse
Dieser Artikel behandelt das Musikjahr 1873.

## Ereignisse
- 02. August: Das Richtfest für das Richard-Wagner-Festspielhaus wird gefeiert, jedoch müssen die geplanten ersten Festspiele verschoben werden.

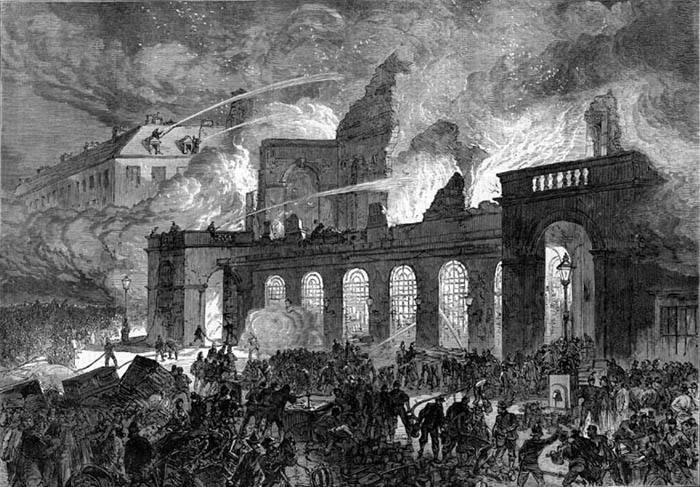
Brand der Pariser Oper

- 28./29. Oktober: In einem 27 Stunden dauernden Großfeuer brennt die Salle Le Peletier, zu diesem Zeitpunkt Heimstätte der Pariser Oper, bis auf die Grundmauern nieder. Der Bau der Opéra Garnier, der durch den Deutsch-Französischen Krieg ins Stocken geraten ist, wird daraufhin wieder aufgenommen.
- 25. Dezember: Der Konzertsaal der Berliner Reichshallen wird feierlich eröffnet.
- Das erste lettische Sängerfest findet statt.

### Instrumentalmusik
- Johannes Brahms: Streichquartett Nr. 1 c-Moll op. 51/1; Streichquartett Nr. 2 a-Moll op. 51/2; Variationen über ein Thema von Haydn op. 56a
- Antonín Dvořák: Romanze f-Moll für Violine und Orchester op. 11
- Charles Gounod: Jeanne d’Arc (Schauspielmusik); Missa angeli custodes C-Dur; Trauermarsch für eine Marionette d-Moll
- Joachim Raff: Klavierkonzert c-moll op. 185; Sinfonietta op. 188; Sinfonie Nr. 6 D-Dur op. 189
- Camille Saint-Saëns: Phaéton op. 39
- Johann Strauss (Sohn): Vom Donaustrande, Polka schnell, op. 356; Carnevalsbilder, Walzer, op. 357; Nimm sie hin, Polka francaise, op. 358; Gruß aus Österreich, Polka Mazurka, op. 359; Rotunde-Quadrille, op. 360; Bei uns z’Haus (Walzer) op. 361; Csárdás aus „Die Fledermaus“ ohne op. Zahl entstand ein Jahr vor der Premiere der zitierten Operette.
- Pjotr Iljitsch Tschaikowski: Musik zum Schauspiel Schneeflöckchen von Ostrowski op. 12; Der Sturm Fantasie in f-Moll nach Shakespeare op. 18; Sechs Stücke über ein Thema op. 21 (Klaviermusik)
- Giuseppe Verdi: Das Streichquartett e-Moll, das einzige Streichquartett Verdis hat am 1. April seine Uraufführung im privaten Rahmen in der Empfangshalle des Albergo della crocelle in Neapel. Es ist das einzige italienische Kammermusikwerk des 19. Jahrhunderts, das sich im Konzertrepertoire halten kann.
- Carl Michael Ziehrer: Ein Blümchen im Verborgenen, Mazurka op. 202

### Vokalmusik
- 08. Dezember: Uraufführung der geistlichen Motette Christus factus est von Anton Bruckner in der Wiener Hofmusikkapelle zum Fest Mariä Empfängnis.
- Johannes Brahms: Acht Lieder und Gesänge für eine Singstimme und Klavier op. 59, Erstveröffentlichung

### Musiktheater
- 01. März: Die Operette Der Carneval in Rom von Johann Strauss wird im Theater an der Wien in Wien uraufgeführt. Der Text stammt von Joseph Braun, der Gesangstext von Richard Genée. Caroline Charles-Hirsch spielt die Rolle der Marie.
- 11. April: Das Oratorium Marie-Magdeleine von Jules Massenet nach einem französischen Libretto von Louis Gallet, welches seinerseits auf dem historischen Roman Vie de Jésus von Ernest Renan beruht, wird im Odéon – Théâtre de l’Europe in Paris mit Pauline Viardot in der Hauptrolle unter Leitung von Édouard Colonne uraufgeführt.
- 15. April: Die Operette Fünfundzwanzig Mädchen und kein Mann von Franz von Suppè auf das Libretto von Karl Treumann hat ihre Uraufführung in Wien.

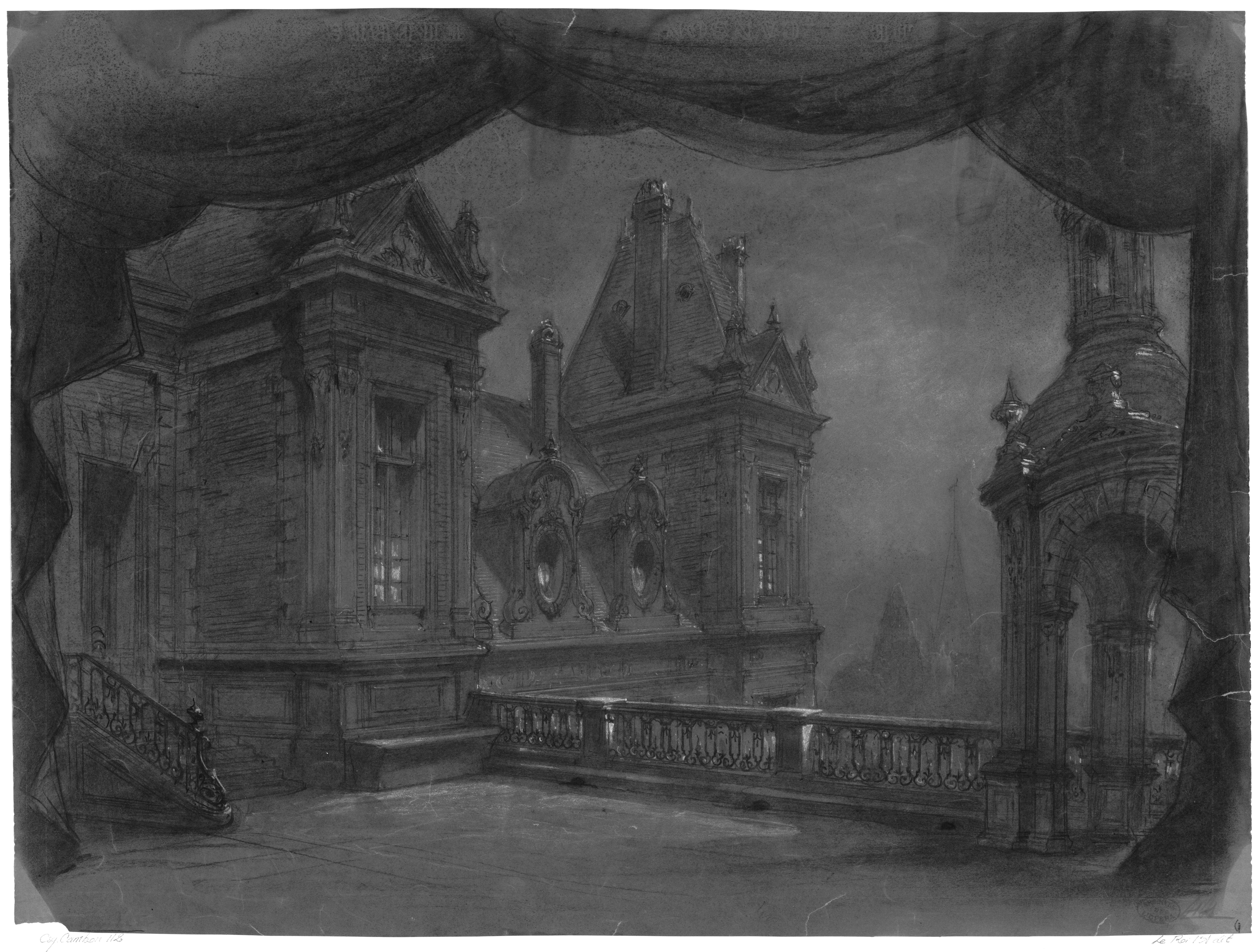
Le roi l’a dit, Bühnenbild-Entwurf von Charles Cambon, 1873

- 24. Mai: Die Uraufführung der komischen Oper Le roi l’a dit (Der König hat’s gesagt) von Léo Delibes findet unter der musikalischen Leitung von Adolphe Deloffre an der Opéra-Comique in Paris statt. Das Libretto stammt von Edmond Gondinet

Weitere Bühnenwerksuraufführungen
- Arthur Sullivan: The Light of the World (Oratorium)
- Jacques Offenbach: Pomme d’Api (Operette)
- Adolf Müller junior: Waldmeisters Brautfahrt (komische Oper)
- Charles Lecocq: La Fille de Madame Angot (Operette)

## Geboren

### Januar bis Juni
- 04. Januar: Otakar Berger, tschechischer Cellist († 1897)
- 06. Januar: Walter Guernsey Reynolds, US-amerikanischer Organist und Komponist († 1953)
- 07. Januar: Francis Maclennan, US-amerikanischer Sänger († 1935)
- 12. Januar: Maude Nugent, US-amerikanische Varieté-Sängerin und Songwriterin († 1958)
- 14. Januar: André Bloch, französischer Komponist († 1960)
- 20. Januar: Alfred Wiłkomirski, polnischer Geiger, Bratschist und Musikpädagoge († 1950)
- 22. Januar: Frederick William Schlieder, US-amerikanischer Organist und Musikpädagoge († 1953)
- 24. Januar: Bartolomé Pérez Casas, spanischer Komponist, Dirigent und Musikpädagoge († 1956)
- 25. Januar: Georg Amft, deutscher Komponist und Musiklehrer († 1937)
- 01. Februar: Joseph Allard, kanadischer Fiddle-Spieler und Komponist († 1947)
- 02. Februar: Leo Fall, österreichischer Komponist und Kapellmeister († 1925)
- 13. Februar: Fjodor Iwanowitsch Schaljapin, russischer Opernsänger († 1938)
- 15. Februar: Gaspar Agüero y Barreras, kubanischer Komponist und Pianist († 1951)
- 21. Februar: Carl Futterer, Schweizer Komponist und Musikpädagoge († 1927)
- 23. Februar: Dimitri Araqischwili, georgischer und sowjetischer Komponist († 1953)
- 23. Februar: Édouard Risler, französischer Pianist († 1929)

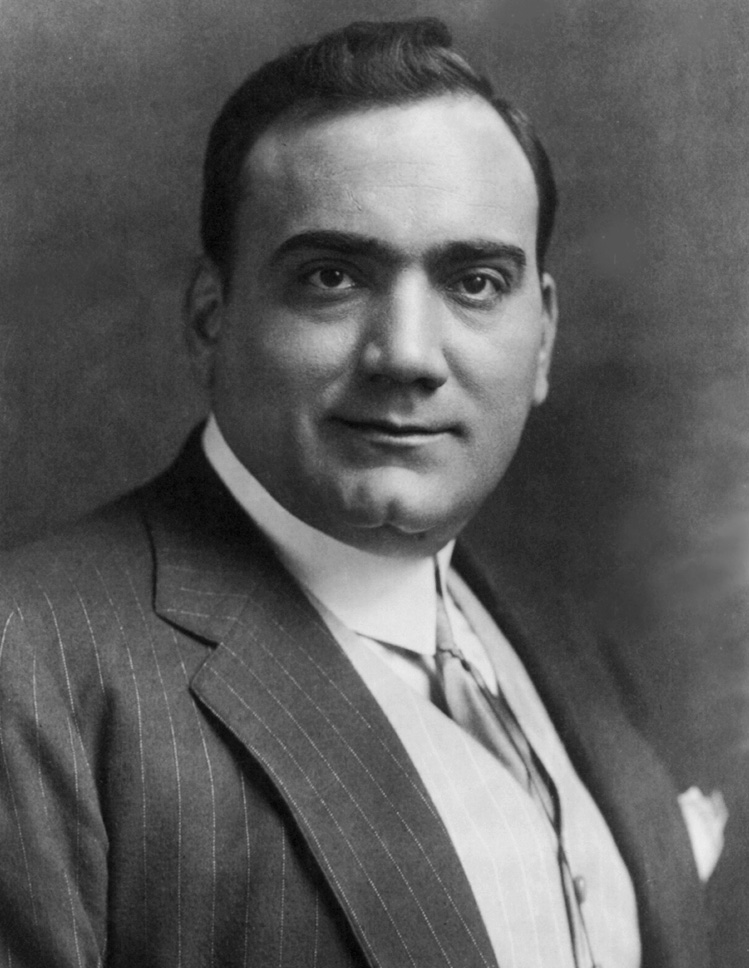
Enrico Caruso; * 25. Februar

- 25. Februar: Enrico Caruso, italienischer Opernsänger († 1921)
- 01. März: Carlos Nasca, argentinischer Tangokomponist und Plattenproduzent († 1936)
- 01. März: Joaquim Pena i Costa, katalanischer Musikwissenschaftler und Musikkritiker († 1944)
- 07. März: Clarence Dickinson, US-amerikanischer Organist, Komponist und Musikpädagoge († 1969)
- 13. März: Amédée Henri Gustave Noël Gastoué, französischer Musikwissenschaftler und Komponist († 1943)

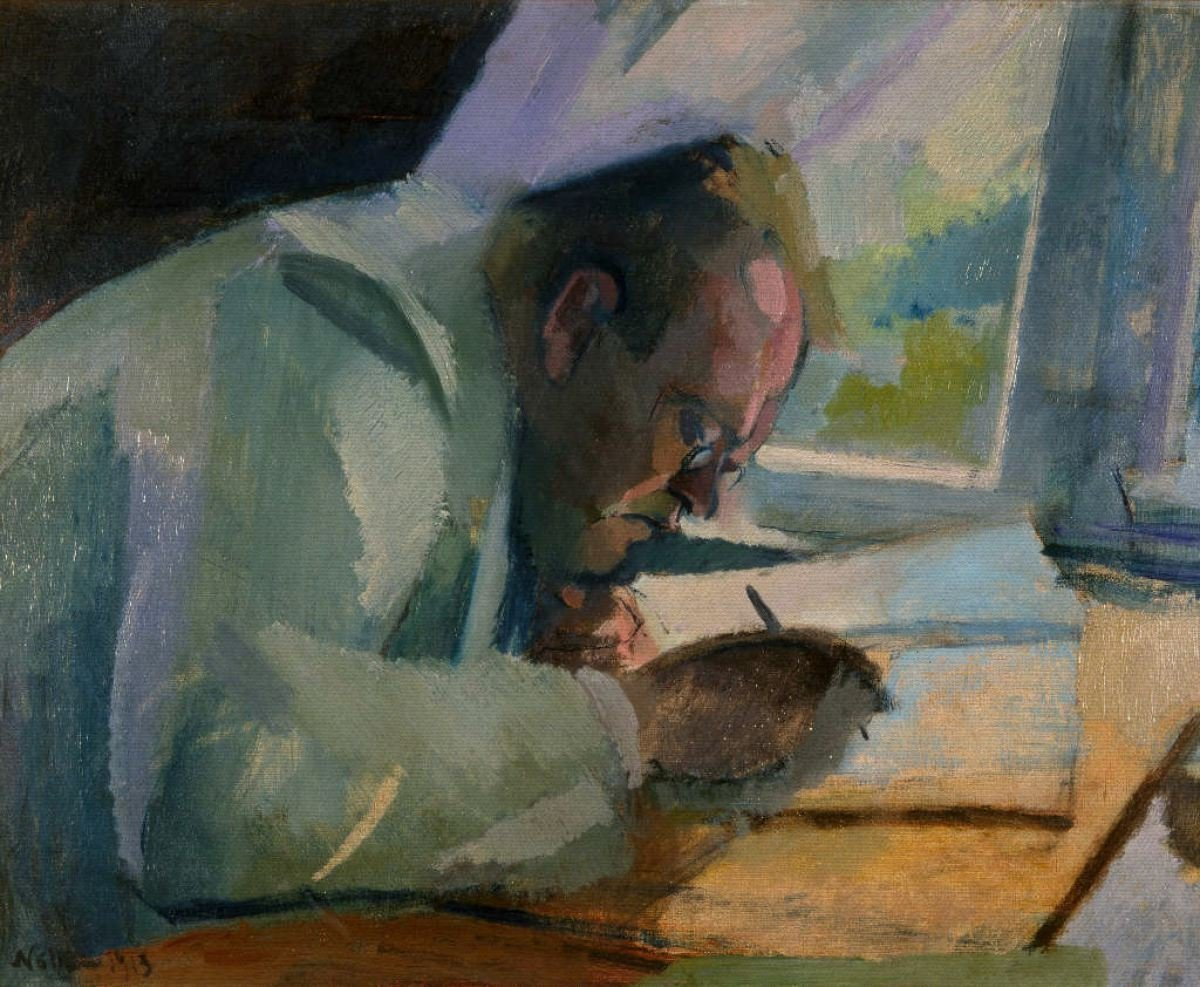
Max Reger; * 19. März

- 19. März: Max Reger, deutscher Komponist und Organist († 1916)
- 21. März: Sepp Eringer, deutscher Schauspieler und Volkssänger († 1931)
- 22. März: Ole Hjellemo, norwegischer Komponist († 1938)

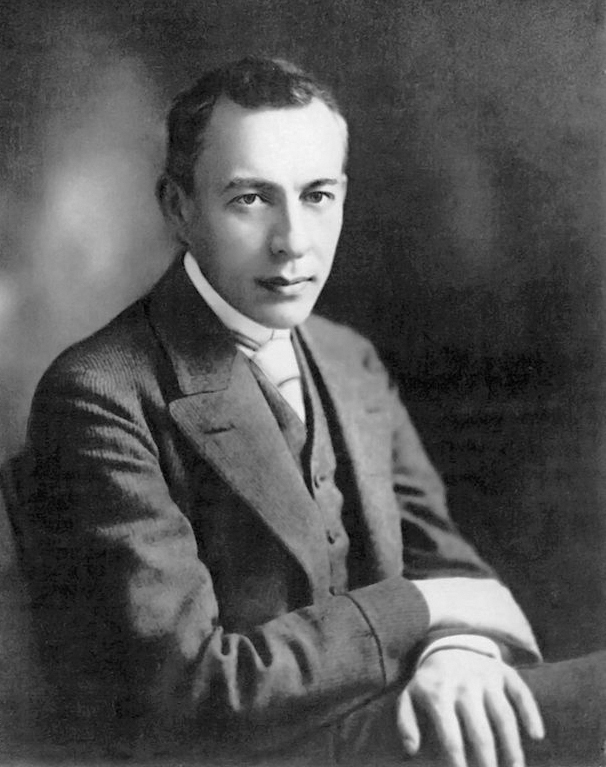
Sergei Rachmaninov; * 1. April

- 01. April: Sergei Rachmaninow, russischer Pianist, Komponist und Dirigent († 1943)
- 02. April: Alice Verlet, belgische Opernsängerin und Musikpädagogin († 1930)
- 05. April: Rafael Emilio Arté, dominikanischer Musiker und Musikpädagoge († 1970)
- 13. April: Theodore F. Morse, US-amerikanischer Komponist († 1924)
- 17. April: Alphonse Lavallée-Smith, kanadischer Komponist, Organist und Musikpädagoge († 1912)
- 28. April: Harold Bauer, US-amerikanischer Pianist und Musikpädagoge († 1951)
- 01. Mai: Lucy Campbell, US-amerikanisch-österreichische Cellistin und Kammermusikerin († 1944)
- 01. Mai: Konstantin Igumnow, russischer Komponist und Klaviervirtuose († 1948)
- 04. Mai: Omer Letorey, französischer Komponist und Organist († 1938)
- 07. Mai: Hugo Rasch, deutscher Musikkritiker, Komponist und Gesangspädagoge († 1947)
- 14. Mai: Johann Josef Mertel, österreichischer Orgelbauer († 1937)
- 15. Mai: Nikolai Nikolajewitsch Tscherepnin, russischer Komponist († 1945)
- 19. Mai: Federico Gerdes, peruanischer Komponist, Dirigent und Pianist († 1953)
- 21. Mai: Alberto Gentili, italienischer Musikwissenschaftler und Komponist († 1954)
- 25. Mai: Archibald Joyce, britischer Komponist und Orchesterleiter († 1963)
- 29. Mai: Rudolf Tobias, estnischer Komponist und Organist († 1918)
- 07. Juni: Landon Ronald, englischer Dirigent, Musikpädagoge und Komponist († 1938)
- 18. Juni: Erhard Kutschenreuter, deutscher Komponist († 1946)

### Juli bis Dezember
- 08. Juli: Witold Maliszewski, polnischer Komponist († 1939)
- 11. Juli: Louis Pinck, deutscher Volksliedforscher und -sammler († 1940)
- 17. Juli: August Bopp, deutscher Musikschriftsteller und Musikpädagoge († 1926)
- 21. Juli: Herbert Witherspoon, US-amerikanischer Sänger, Gesangspädagoge und Theatermanager († 1935)
- 28. Juli: Hugo Reichenberger, deutscher Dirigent und Komponist († 1938)
- 01. August: Guelfo Civinini, italienischer Dichter, Dramatiker, Librettist, Journalist und Archäologe († 1954)
- 01. August: Henri Verbrugghen, belgischer Dirigent, Geiger und Musikpädagoge († 1934)
- 06. August: Mary Carr Moore, US-amerikanische Komponistin († 1957)
- 11. August: Rudolf Maria Breithaupt, deutscher Komponist und Musikpädagoge († 1945)

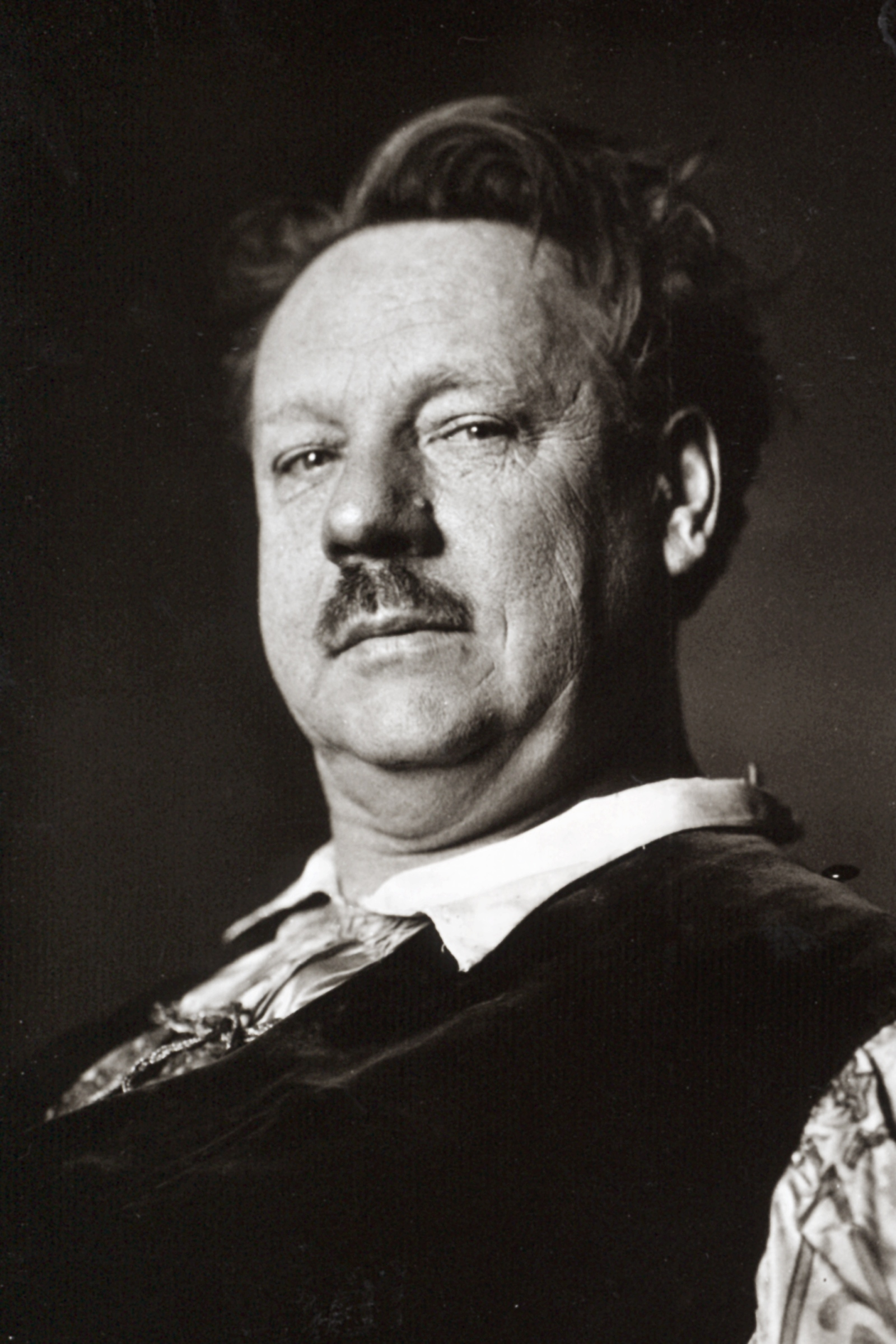
Leo Slezak, ca. 1927

- 18. August: Leo Slezak, österreichischer Opernsänger und Schauspieler († 1946)
- 22. August: Karl Nef, Schweizer Musikwissenschaftler († 1935)
- 26. August: John Hermann Loud, US-amerikanischer Organist und Komponist († 1959)

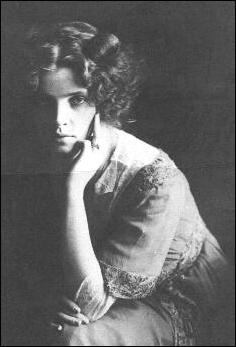
Maud Allan; * 27. August

- 27. August: Maud Allan, kanadisch-amerikanische Tänzerin († 1956)
- 28. August: Richard van Helvoirt-Pél, niederländischer Opernsänger († 1950)
- 31. August: Mathilde Level, deutsche Opernsängerin mit französischen Wurzeln († 1904)
- 31. August: Allen Sisson, US-amerikanischer Old-Time-Musiker († 1951)
- 09. September: Theodor Kroyer, deutscher Musikwissenschaftler († 1945)
- 10. September: Gustav Gamper, Schweizer Musiker, Maler und Schriftsteller († 1948)
- 14. September: Armin Tyroler, österreichischer Oboist und langjähriges Mitglied der Wiener Philharmoniker († 1944)
- 15. September: Gustav Müller, österreichischer Schauspieler, Regisseur, Opernsänger und Theaterleiter († 1936)
- 24. September: María de las Mercedes Adam de Aróstegui, kubanische Komponistin und Pianistin († 1957)
- 26. September: Amilcare Zanella, italienischer Pianist und Komponist († 1949)
- 09. Oktober: Carl Flesch, ungarischer Violinist und Musikschriftsteller († 1944)
- 27. Oktober: Ella Scoble Opperman, US-amerikanische Musikpädagogin, Organistin und Pianistin († 1969)
- 10. November: Henri Rabaud, französischer Komponist († 1949)
- 11. November: Márton Pálffi, ungarisch-siebenbürgischer Übersetzer, Hochschullehrer und Schriftsteller († 1936)

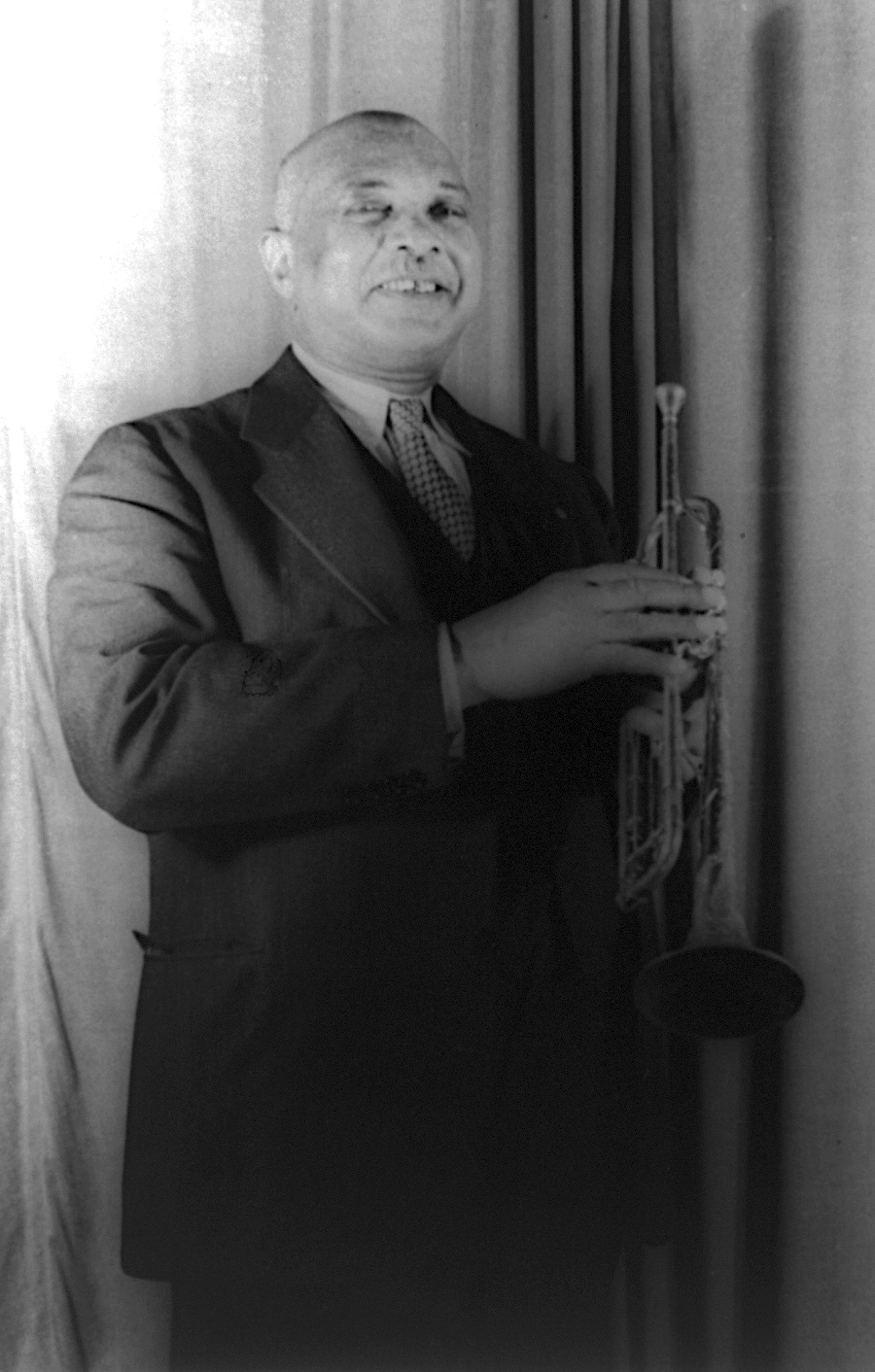
W. C. Handy; * 16. November

- 16. November: W. C. Handy, US-amerikanischer Blues-Komponist († 1958)
- 20. November: Georges Caussade, französischer Komponist und Musikpädagoge († 1936)
- 20. November: Daniel Gregory Mason, US-amerikanischer Komponist († 1953)
- 01. Dezember: Edwiga Gantenberg, deutsche Ballett-Tänzerin († 1957)
- 08. Dezember: Quincas Laranjeiras, brasilianischer Gitarrist und Komponist († 1935)
- 11. Dezember: Cesare Dobici, italienischer Komponist und Musikpädagoge († 1944)
- 14. Dezember: Joseph Jongen, belgischer Komponist und Organist († 1953)
- 17. Dezember: Bruno Lüling, deutscher Kapellmeister, Komponist und Pianist († 1940)
- 20. Dezember: Frank Welsman, kanadischer Dirigent, Musikpädagoge und Pianist († 1952)
- 21. Dezember: Blagoje Bersa, kroatischer Komponist († 1934)
- 21. Dezember: Josip Ipavec, slowenischer Komponist († 1921)

### Genaues Geburtsdatum unbekannt
- Sarah Fennings, britische Geigerin und Musikpädagogin († nach 1938)
- Mary Antonine Goodchild, US-amerikanische Musikpädagogin († 1945)
- Filomena Lopatynska, sowjetisch-ukrainische Schauspielerin und Opernsängerin († 1940)
- Auguste Mangeot, französischer Musikkritiker und Pianist († 1942)
- Miguel Tornquist, argentinischer Pianist und Komponist († 1908)

## Gestorben
- 07. März: Franz Pyllemann, Musikkritiker, Pianist und Dozent für Musiktheorie (* 1841)
- 17. April: Semen Hulak-Artemowskyj, ukrainischer Opernsänger und Komponist (* 1813)
- 25. April: Karl Schmid, Schweizer Opernsänger (* 1825)
- 02. Mai: Ludwig Achleitner, deutscher Komponist, Organist und Musikpädagoge (* 1799)
- 13. Mai: Gašpar Mašek, tschechischer Komponist (* 1794)
- 02. Juni: François George Hainl, französischer Violoncellist, Dirigent und Komponist (* 1807)
- 13. Juni: Angelo Mariani, italienischer Komponist und Dirigent (* 1821)
- 04. Juli: Józef Michał Poniatowski, polnischer Komponist, Sänger und Diplomat (* 1816)

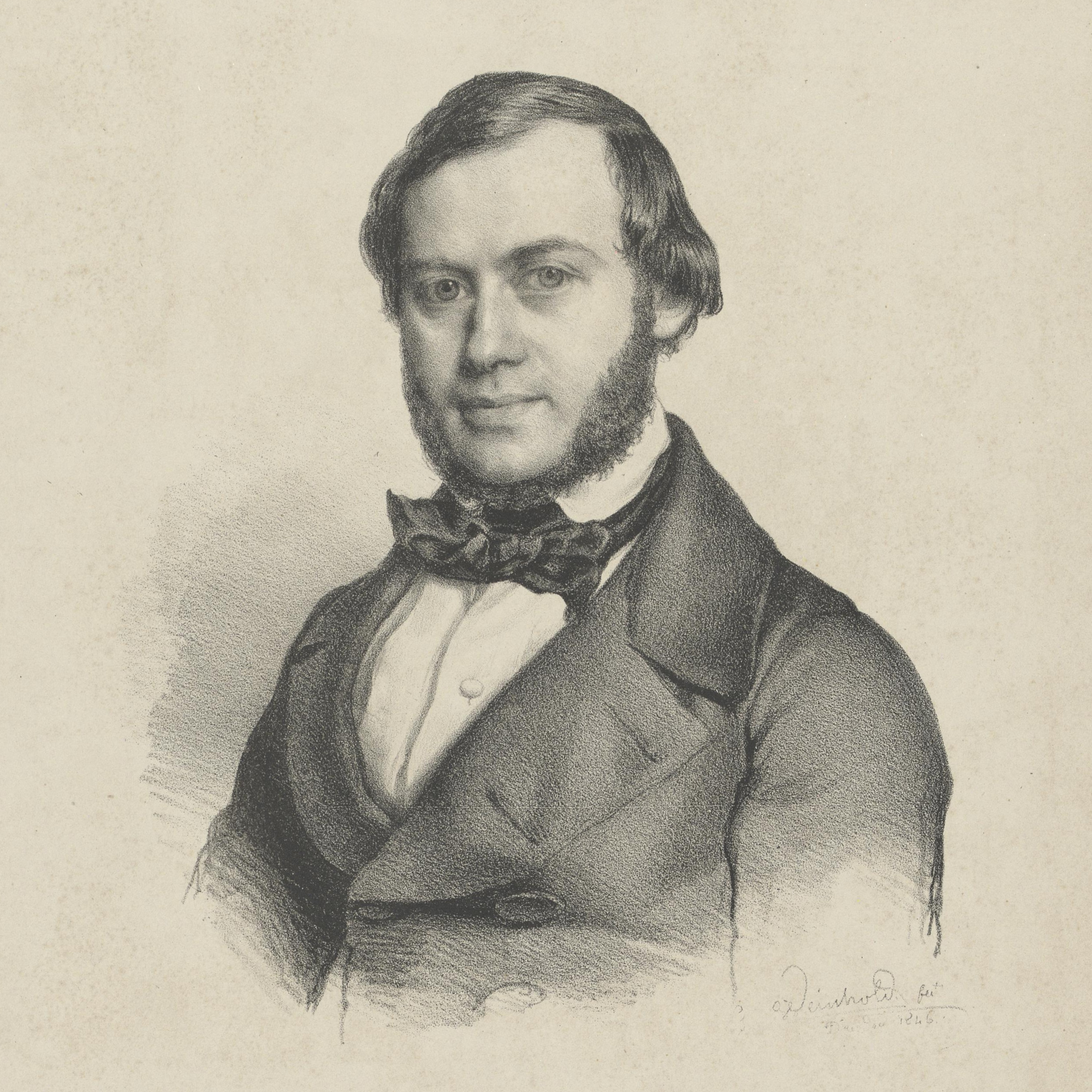
Ferdinand David; † 18. Juli

- 18. Juli: Ferdinand David, deutscher Komponist (* 1810)
- 26. August: Carl Wilhelm, deutscher Chorleiter (* 1815)
- 06. September: Franz Svítil, böhmischer Orgelbauer (* 1805)
- 06. Oktober: Friedrich Wieck, deutscher Musiker und Musikpädagoge (* 1785)
- 11. November: Carl Arnold, norwegischer Komponist (* 1794)
- 21. November: Adelheid Spitzeder, deutsche Schauspielerin und Sängerin (* 1793)
- 28. November: Anton Seifert, österreichischer Kapellmeister und Komponist (* 1826)
- 01. Dezember: Karl Drechsler, deutscher Cellist (* 1800)